# Cymbiola rutila
Cymbiola rutila, common name the "Blood-red Volute", là một loài ốc biển lớn, là động vật thân mềm chân bụng sống ở biển trong họ Volutidae, họ ốc dừa.